# Dompierre-sur-Yon

Dompierre-sur-Yon este o comună în departamentul Vendée, Franța. În 2009 avea o populație de 4,006 de locuitori.